# Guató
Le  guató est une langue amérindienne isolée parlée au Brésil, dans la région du Río Paraguay dans l'État du Mato Grosso do Sul. La langue est menacée.

## Phonologie

### Voyelles
|         | Antérieure  | Centrale    | Postérieure |
| ------- | ----------- | ----------- | ----------- |
| Fermée  | i [i] ĩ [ĩ] | ɨ [ɨ] ɨ̃ [ɨ̃] | u [u] ũ [ũ] |
| Moyenne | e [e] ẽ [ẽ] |             | o [o]       |
| Ouverte | ɛ [ɛ]       | a [a] ã [ã] | o [ɔ]       |

### Consonnes

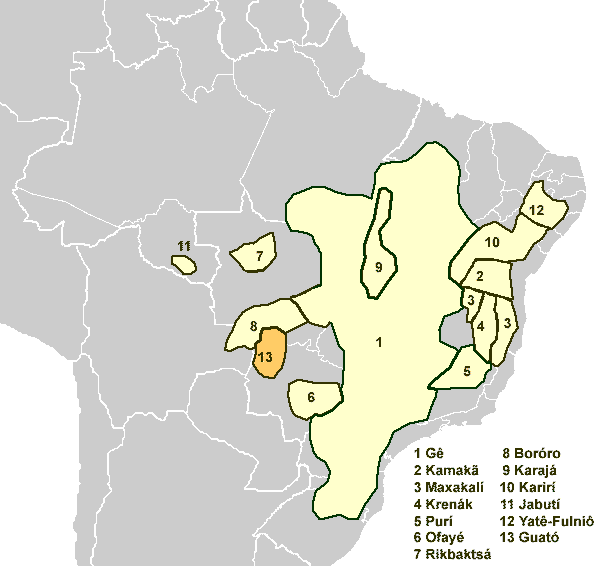
Le guató en jaune foncé, dans l'ensemble macro-jê

|              |              | Bilabiale | Dentale | Palatale | Vélaire | Labio-v. | Glottale |
| ------------ | ------------ | --------- | ------- | -------- | ------- | -------- | -------- |
| Occlusive    | Sourde       | p [p]     | t [t]   |          | k [k]   | kʷ [kʷ]  |          |
| Occlusive    | Sonore       | b [b]     | d [d]   |          | g [g]   | gʷ [gʷ]  |          |
| Fricative    | Sourde       | f [f]     |         |          |         |          | h [h]    |
| Fricative    | Sonore       | v [v]     |         |          |         |          |          |
| Affriquée    | Sourde       |           |         | č [t͡ʃ]   |         |          |          |
| Affriquée    | Sonore       |           |         | j [d͡ʒ]   |         |          |          |
| Nasale       | Nasale       | m [m]     | n [n]   |          |         |          |          |
| Liquide      | Liquide      |           | r [r]   |          |         |          |          |
| Semi-voyelle | Semi-voyelle | w [w]     |         | y [j]    |         |          |          |

### Tons
Le guató est une langue tonale qui possède un ton haut, marqué /á/ et un ton bas, non marqué. Les tons ont un caractère distinctif, comme le montrent de nombreux exemples.
- gótɨ́ - langue, idiome / gótɨ - piranha
- mabɔ́ - fumée / mábɔ́ - juriti / mabɔ - pied